# Adelfa Soro
Adelfa Soro Bo (Castelló, Ribera Alta, 1887 - Barcelona, 1936), fou una monja dominica de l'Anunciata i màrtir de la Fe. Va ser beatificada el 28 d'octubre del 2007, la seua festa se celebra el 27 de juliol, dia en el qual va ser assassinada.